# 妙純傳持ソハヤノツルキウツスナリ
妙純傳持ソハヤノツルキウツスナリ（みょうじゅんでんじそはやのつるぎうつすなり）は、鎌倉時代に作られたとされる日本刀（太刀）である。日本の重要文化財に指定されており、静岡県静岡市駿河区にある久能山東照宮が所蔵する。徳川家康の愛刀として有名で、ソハヤノツルキや三池の御刀とも呼称される。文化財としての指定名称は「革柄蠟色鞘刀無銘(伝三池光世作)裏ニ「妙純傳持ソハヤノツルキ」表ニ「ウツスナリ」ト刻ス」で、「蒔絵刀箱」も附指定されている。

## 概要

### 刀工・三池典太光世について
平安時代末期に筑後国で活躍した刀工である三池典太光世によって作られたとされる太刀である。光世は筑後国三池（現在の福岡県大牟田市）を活動拠点として活躍しており、三池派の開祖としても知られている。光世という銘は平安時代時代末期から室町時代中期にかけて三池派の刀工に受け継がれていたが、その中でも平安時代末期の光世は身幅が広く重量感のある刀を得意としており、主な作品としては後に天下五剣の一つに数えられる大典太光世などがある。本作は生ぶ無銘（元々刀工の銘が切られてない状態）であるが、昭和期を代表する刀剣学者である佐藤寒山は、大典太光世と太刀姿も造込（つくりこみ）も、さらに地刃の出来も全てよく似たものであり同作（光世作）であることは確実である、と評している。

### 名前の由来
妙純傳持ソハヤノツルキウツスナリの名前の由来として、「妙純傳持」という切付銘から、本作はかつて美濃国守護代を務めていた斎藤妙純が所持していた刀であるとされ、本作を遺品として入手した縁者に当たる者が妙純を偲んで｢妙純傳持｣と刻んだとされている。また「ソハヤノツルキウツスナリ」の切付名から、田村語り並びに坂上田村麻呂伝説に登場する伝承上の人物としての坂上田村麻呂の聖剣ソハヤノツルギの号（名称）をもらった本歌取としての写しとされている。刀剣研究家である辻本直男は、ソハヤとは即ち「素早い」の転訛ではないかとし、素早いを表す言葉で、切れ味が鋭いので、物を素早く切断する力を備えたものとの賛辞ではないかとの説を提唱している。

### 徳川家康へ伝来
『明良洪範続編』によれば、本作は御宿家伝来の刀であるとされる。天正12年（1584年）前後に織田信雄から徳川家康に贈られたと神社の宝物台帳に記されている。社伝によると、家康はこの刀を最も好み、戦に幾度か使用したほか、常に身に付け、夜は枕刀にするほどだったという。また、本作は行光作の脇差と大小の揃い物であり脇差の拵には鐔（つば）が付属していない珍しい形式であるが、これは帯刀するのに邪魔にならないように造られたものであり、確実に家康が差していた刀ともいわれている。
『徳川実紀』における家康の記録を記した『東照宮御実紀』、および秀忠の記録を記した『台徳院殿御実紀』によれば、
家康は大坂の陣によって豊臣宗家（羽柴家）を滅ぼした後も、死の直前に家臣に命じてこの刀で罪人の試し斬りをさせ、徳川家に対して不穏な動向のある西国大名が謀反を起こすことのないよう、この刀の切先を西に向けて、その刀の剣威によって徳川家の子孫を鎮護するため久能山東照宮に安置するように遺言を残したという。また、刀の身長は2尺2寸余、柄長は7寸であって、長さと重さが手頃なので、老体且つ病弱の家康でも死の前日に柄を握って2、3振りはすることは出来たとされている。
明治44年（1911年）4月17日に古社寺保存法による国宝に指定されている。奇しくも指定された4月17日は家康の命日であった。昭和25年（1950年）の文化財保護法施行後は重要文化財となった。久能山東照宮が所有し、内陣に御神体と同様に祀られている。

## 銘文
〔指面〕
| 妙純傳持ソハヤノツルキ |

〔指面〕
| ウツスナリ |

## 作風

### 刀身
刃長（はちょう、刃部分の長さ）67.9センチメートル、元幅3.9センチメートル、先幅2.8センチメートル、反り2.5センチメートル。本作の茎（なかご、柄に収まる手に持つ部分）の指裏に「妙純傳持」と「ソハヤノツルキ」と2行に彫られ、指表に「ウツスナリ」と刻まれているが、この切付銘の意味は未だ解明されていない。また、切先（きっさき、刃の先端部分）は猪首切先（いくびきっさき、先幅は大きいが長さが短いこと）である。

### 外装
本作の外装として、革柄蠟色鞘刀（かわづかろいろさやかたな）が付属している。安土桃山時代の作であり、全長は94.3センチメートルある。柄（つか、日本刀の持ち手部分）は長さが21.3センチメートルあり、藍韋（あいかわ、藍染めにした革）で菱巻（ひしまき、柄糸が菱形になるように組み合わせて巻く手法）をしており、立鼓（りゅうこ、刃方・峰方共に内側に湾曲した形状）の形をとる。鐔（つば）は小ぶりであり、赤銅磨き地で無文（むもん、模様が入っていないこと）である。鞘（さや）は長さが72.7センチメートルであり、黒漆で仕立てられている。
佐野美術館館長である渡邉妙子の解説によれば、黒一色に金の装飾を施した外装は当時の武士において最も格調高いとされた身だしなみであり、家康の趣向が満載であると評している。また、目貫（めぬき、刀身が抜けないように固定する箇所の装飾部）には波と川烏の形であり、笄（こうがい、結髪道具）には龍の意匠が施されており華やかであるとされる。